# Hyperacrius
Hyperacrius là một chi động vật có vú trong họ Cricetidae, bộ Gặm nhấm. Chi này được Miller miêu tả năm 1896. Loài điển hình của chi này là Arvicola fertilis True, 1894.

## Các loài
Chi này gồm các loài: